# Ёцуя-Сантёмэ (станция)
Станция Ёцуя-Сантёмэ (яп. 四谷三丁目駅 ёцуя сантё:мэ эки) — железнодорожная станция на линии Маруноути, расположенная в специальном районе Синдзюку в Токио. Станция обозначена номером M-11. Была открыта 15 марта 1959 года. На станции установлены автоматические платформенные ворота.

## Планировка станции
Две платформы бокового типа и два пути.
| 1 | ○ Линия Маруноути | Синдзюку, Накано-Сакауэ, Огикубо, Хонантё |
| 2 | ○ Линия Маруноути | Гиндза, Икэбукуро                         |

## Близлежащие станции
| «                |  | Линия           |  | »    |
| ---------------- |  | --------------- |  | ---- |
| Синдзюку-Гёэммаэ |  | Линия Маруноути |  | Ёцуя |

## Автобусы
Остановка: Ёцуя-Сантёмэ
- Сина 97 до станций Синагава, Синдзюку (западный выход)
- Со 81 до остановок Содай-Сэймон (Университет Васэда), Сибуя (восточный выход)
- Ночной экспресс до станции Митака (северный выход)